# سیارک ۴۶۱۰
سیارک ۴۶۱۰ (به انگلیسی: 4610 Kajov، نامگذاری:1989FO) چهار هزار و ششصد و دهمین سیارک کشف شده‌است که در ۲۶ مارس ۱۹۸۹ کشف شد.
قدر مطلق سیارک برابر ۱۲٫۹۰ است.